# 佐梨川
佐梨川（さなしがわ）は、新潟県魚沼市を流れる河川。信濃川水系魚野川の支流である。

## 概要
越後駒ヶ岳を源とし、湯之谷温泉郷を縦貫したのち、魚沼市市街地で魚野川と合流する。
清流として知られ、魚つりや夏場の水遊びなど、レクリェーションの場として親しまれている。
小出市街地では、河川公園「ビハーラ佐梨川」として整備されている。